# Gmachówka smolista
Gmachówka smolista (Camponotus piceus) – gatunek mrówki z podrodziny Formicinae.
W Polskiej Czerwonej Księdze Zwierząt - Bezkręgowce została zaliczona do kategorii EN (gatunki bardzo wysokiego ryzyka).